# 가스카와촌 (군마현)
가스카와촌(일본어: 粕川村)은 일본 군마현 세타군에 있었던 촌이다. 2004년 12월 5일자로 오고정, 미야기촌과 함께 마에바시시에 편입 합병되어 독립된 행정으로서의 가스가와 촌은 없어졌다. 현재 가스가와 촌이었던 곳의 주소는 마에바시 시 가스가와 정 「아스카와 정」이 되었다.

## 지리
군마현의 거의 중앙에 위치하며, 눈앞에는 아카기산이 있고 남북으로가스가와가 흐르며 상모 전기 철도가 서동으로 횡단하고 있다. 남북으로 길게 펼쳐져 있다.겨울에는 북서쪽에서 바람이 분다.

## 역사
- 1889년 4월 1일 - 주변의 14개 촌을 합병해 성립하였다.

## 경제

### 산업
- 주요 산업
- 산업인구(1999년)
- 제1차 산업 인구 828명
- 제2차 산업 인구 2339명
- 제3차 산업 인구 3030명

## 교통

### 도로
- 국도 제353호선

### 철도
- 조모 전기 철도
  - 조모 선

## 참고 문헌
- 角川日本地名大辞典編纂委員会, 『角川日本地名大辞典 10 群馬県』1988, 角川書店